# Шешма (притока Вазузе)
Шешма (рус. Шешма) река је на северозападу европског дела Руске Федерације. Протиче преко територије Зупцовског рејона који се налази на крајњем југу Тверске области.
Извире на крајњем југу Зупцовског рејона, на самој граници са Смоленском облашћу у мочварном шумском подручју. Тече у смеру северозапада и након 39 километара тока улива се у реку Вазузу на подручју града Зупцова као њена десна притока. Припада басену реке Волге и Каспијског језера.
Укупна површина сливног подручја је 193 км².